# Sernancelhe
Sernancelhe (sɨɾnɐ'sɐʎ(ɨ)) è un comune portoghese di 6 227 abitanti situato nel distretto di Viseu. È il luogo di nascita dello statista Sebastião José de Carvalho e Melo e di Aquilino Ribeiro, uno dei più grandi scrittori portoghesi del XX secolo.

## Società

### Evoluzione demografica
| Popolazione di Sernancelhe (1801 – 2004) | Popolazione di Sernancelhe (1801 – 2004) | Popolazione di Sernancelhe (1801 – 2004) | Popolazione di Sernancelhe (1801 – 2004) | Popolazione di Sernancelhe (1801 – 2004) | Popolazione di Sernancelhe (1801 – 2004) | Popolazione di Sernancelhe (1801 – 2004) | Popolazione di Sernancelhe (1801 – 2004) | Popolazione di Sernancelhe (1801 – 2004) |
| ---------------------------------------- | ---------------------------------------- | ---------------------------------------- | ---------------------------------------- | ---------------------------------------- | ---------------------------------------- | ---------------------------------------- | ---------------------------------------- | ---------------------------------------- |
| 1801                                     | 1849                                     | 1900                                     | 1930                                     | 1960                                     | 1981                                     | 1991                                     | 2001                                     | 2004                                     |
| 2778                                     | 3677                                     | 10758                                    | 9804                                     | 10200                                    | 7499                                     | 7020                                     | 6227                                     | 6150                                     |

## Freguesias
- Arnas
- Carregal
- Chosendo
- Cunha
- Faia
- Ferreirim e Macieira
- Fonte Arcada e Escurquela
- Granjal
- Lamosa
- Penso e Freixinho
- Quintela
- Sernancelhe e Sarzeda
- Vila da Ponte